# هوهانس وانانده‌تسی
هوهانس واناندتسی (ارمنی: Հովհաննես Վանանդեցի؛ انگلیسی: Yovhannes Vanandetsi زادهٔ ۱۷۷۲ - درگذشته  ۳ فوریهٔ ۱۸۴۱ )، شاعر اهل ارمنستان بود.

## زندگی‌نامه
وی امیرزاده میرزایی میرزیان (ارمنی: Ամիրզադե Միրզայի Միրզայան) در ۱۷۷۲ در وان به دنیا آمد و در صومعه در جزیره در دریاچه وان تحصیل نمود.  وی در ۳ فوریه ۱۸۴۱ در سن ۶۹ سالگی در ازمیر درگذشت.

## یادداشت
1. ↑  մշակութային գործիչ